# Злетовщица
Злетовщица или Злетовската река (на македонска литературна норма: Злетовска Река, Злетовштица) е река в Северна Македония, най-големият десен приток на река Брегалница.
Реката е спомената в 1558 година (на Злетовштице).
Злетовщица извира западно от Царев връх на височина от 1620 m. Влива се в река Брегалница на надморска височина от 293 m. Дължината ѝ е 56 km, а водосборната ѝ площ е 460 km2. На Злетовска река е изградена ВЕЦ „Злетовица“. Водите ѝ се използват за водоснабдяване на Пробищип, Кочани, Свети Никола, Щип и Виница. Средногодишният отток на реката е 1,67 m3/s.